# Kaierde
Kaierde ist ein Dorf und südwestlicher Ortsteil des Fleckens Delligsen im Landkreis Holzminden, Niedersachsen. Der Ortsteil liegt in einem Tal im Mittelgebirgszug Hils und hat ungefähr 920 Einwohner. Durch Kaierde fließt die Wispe, ein linksseitiger Zufluss der Leine.

## Geschichte
Die erste urkundliche Erwähnung des Ortes erfolgte bereits im 9. Jahrhundert. In dem Dorf befindet sich eine Kirche mit einem wehrkirchenähnlichen Kirchturm, der in Teilen rund 1000 Jahre alt ist.
Seit 1874 produziert an dem Bachverlauf der Wispe eine Kartonagenfabrik im Ort, die seit den 1970er Jahren unter Kartonfabrik Kaierde firmiert und zugleich der größte Arbeitgeber in Kaierde ist.
Die frühe Industrialisierung prägte nachhaltig das Gesicht der Hilsdörfer. Das Anwachsen der Bevölkerung schuf einen größeren Absatzmarkt, für den seit dem 18. Jahrhundert in Delligsen jährlich zwei Krammärkte stattfanden.
Über viele Jahre gehörte Kaierde zum Landkreis Gandersheim und wurde am 1. April 1974 im Zuge einer Gebietsreform mit den bis dahin ebenfalls selbstständigen Gemeinden Delligsen, Grünenplan und Hohenbüchen ein Ortsteil des Fleckens Delligsen.

## Politik
Aufgrund seiner geringen Einwohnerzahl wird Kaierde nicht von einem Ortsrat, sondern von einem Ortsvorsteher vertreten. Aktuell ist Andreas Feldgiebel (SPD) in dieser Funktion.

## Kultur und Sehenswürdigkeiten

### Museen
- Dorfzimmer Kaierde

### Befestigungsanlagen
- Kirchturm der evangelischen St.-Laurentius-Kirche

### Vereine
- Akkordeonorchester
- Heimatverein Hilslust e. V.
- Kaierder Jagdhornbläser
- Radfahrverein Freiheit
- Schützenverein Kaierde
- Turn- und Sportverein Kaierde
- Deutsches Rotes Kreuz
- Freiwillige Feuerwehr Kaierde
- Kaierder Dorffest e. V.
- Förderverein Unsere Kirche Kaierde e. V.
- Bornemannshausen Open Air
- Verband Wohneigentum Kaierde/Delligsen
- Verein für emanzipatorisches Leben e. V.

### Regelmäßige Veranstaltungen
In Kaierde wird alle vier Jahre das „Kaierder Heimatfest“ mit Umzügen der Dorfvereine und einem Festzelt auf dem Sportplatz gefeiert. Organisiert wird das Fest vom eigens dafür gegründeten Verein „Kaierder Dorffest e. V.“